# Diego Silang

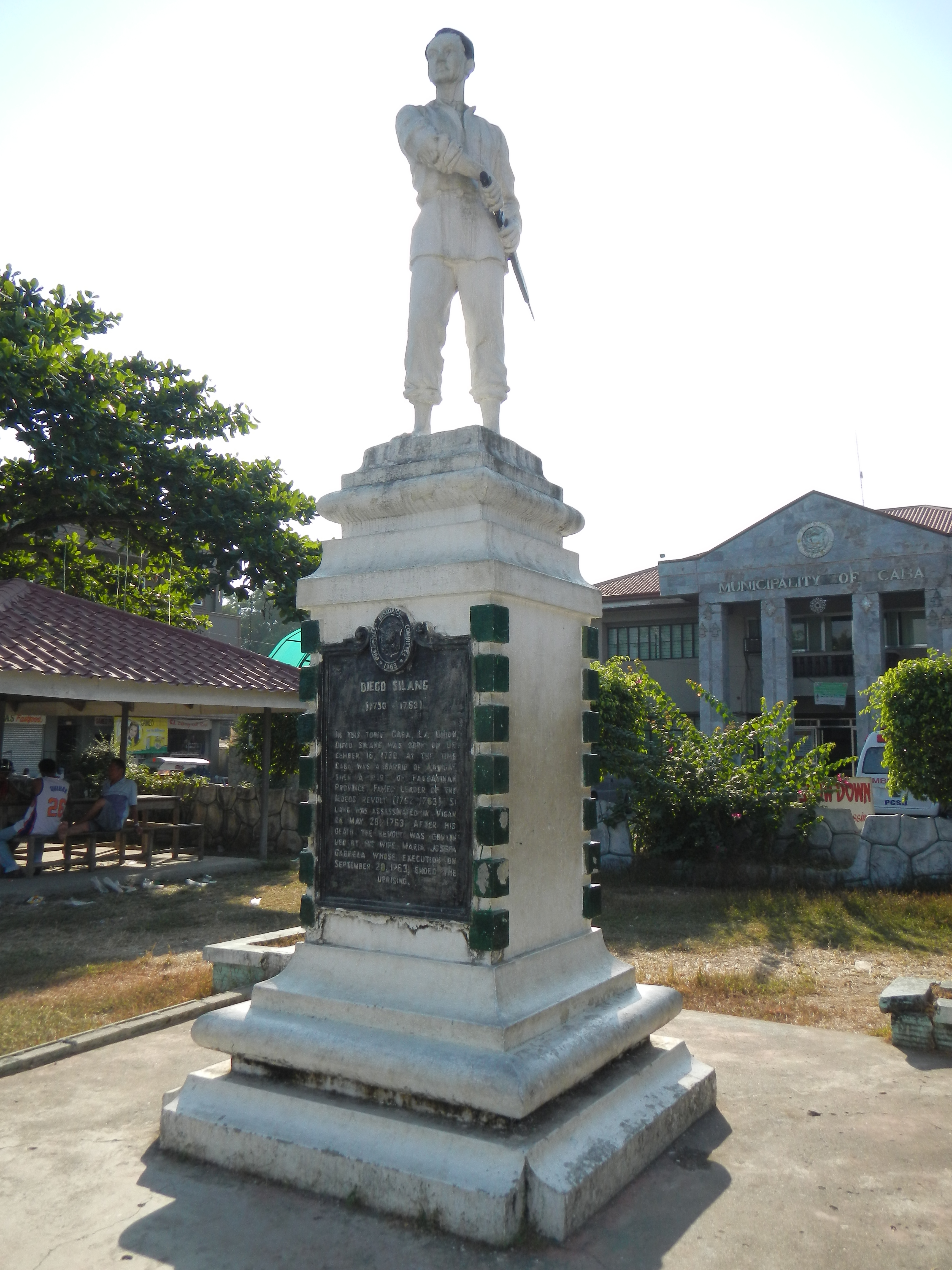
een standbeeld ter ere van Diego Silang in de gemeente Caba

Diego Silang (Aringay, 16 december 1730 - Vigan, 28 mei 1763) was een Filipijns rebellenleider. Silang leidde een opstand in de provincie Ilocos Sur. Na zijn dood werd de opstand voortgezet onder leiding van zijn vrouw Gabriela Silang.

## Biografie
Silang werd geboren in Aringay (in het het deel dat tegenwoordig tot Caba behoort) in de provincie Pangasinan (tegenwoordig La Union). Als jongen werkte hij in een lokaal Spaans klooster. Later verdiende hij de kost als koerier tussen Vigan en Manilla. In die tijd leerde hij ook Gabriela kennen, die reeds op jonge leeftijd weduwe was geworden. Na hun trouwerij woonden ze enkele jaren in Vigan. Toen Engelse troepen in oktober 1762 Manilla binnenvielen en veroverden riep hij zijn provinciegenoten in Ilocos op om de strijd aan te gaan tegen de Engelsen. Hij werd echter door de burgemeester verkeerd begrepen en opgepakt. Later kwam hij weer vrij. Op 14 december 1762 begon hij een opstand tegen de Spaanse autoriteiten. Hij zette de provinciale gouverneur af, nam de geestelijken gevangen en riep de onafhankelijkheid uit. De opstand breidde zich daarop uit naar naburige provincies Pangasinan en Cagayan. Silang wist Vigan met succes te verdedigen tegen de Spanjaarden en groeide uit tot de held van zijn provincie. De Spanjaarden zagen zich uiteindelijk genoodzaakt een bekende van Silang in te huren om hem te vermoorden. Na zijn dood nam Gabriela de leiding over opstand over. De overmacht van de Spanjaarden was uiteindelijk echter te groot. De opstandelingen en Gabriela werden gevangengenomen en op 20 september 1763 opgehangen.

## Bron
- Carlos Quirino, Who's who in Philippine history, Tahanan Books, Manilla (1995)

- Gemeinsame Normdatei: 141705809
- International Standard Name Identifier: 0000 0000 8195 2134
- Library of Congress Control Number: n81137269
- Virtual International Authority File: 6265311
- WorldCat: E39PBJB8tTvbdQ9CGXgVKQBdcP